# Le Cavaleur
Pour plus de détails, voir Fiche technique et Distribution.
Le Cavaleur est un film français réalisé en 1978 par Philippe de Broca et sorti en 1979.

## Synopsis
À travers sa quête perpétuelle de séduction, que cherche en réalité Édouard Choiseul, époux quinquagénaire et pianiste virtuose ?

## Fiche technique
- Titre original : Le Cavaleur
- Réalisation : Philippe de Broca, assisté d'Emmanuel Gust
- Scénario : Michel Audiard et Philippe de Broca
- Décors : Éric Moulard
- Costumes : Catherine Leterrier
- Photographie : Jean-Paul Schwartz
- Son : Jean Labussière
- Montage : Isabel García de Herreros et Henri Lanoë
- Musique : Georges Delerue
- Production  : Georges Dancigers et Alexandre Mnouchkine
- Société de production : Les Films Ariane, Mondex et Cie, Fr3-France Régions
- Société de distribution : Compagnie Commerciale Française Cinématographique
- Pays de production :  France
- Langue originale : français
- Format : Couleur (Eastmancolor) — 35 mm — son Mono
- Genre : Comédie
- Durée : 110 minutes
- Lieu de tournage: Le Château de Neuville
- Tournage Annie Girardot : entre le 16 août et octobre 1978.
- Date de sortie :
  - France : 17 janvier 1979

## Distribution
- Jean Rochefort : Édouard Choiseul
- Nicole Garcia : Marie-France
- Annie Girardot : Lucienne
- Lucienne Legrand : la mère de Marie-France
- Danielle Darrieux : Suzanne Taylor
- Catherine Alric : Muriel Picoche
- Carol Lixon : Pompon
- Jean Desailly : Charles-Edmond
- Lila Kedrova : Olga
- Philippe Castelli : Marcel
- Dominique Probst : le chef d'orchestre
- Raoul Guylad : Vova, membre du Trio Léningrad
- Tomas Hnevsa : Sacha, membre du Trio Léningrad
- Oleg Oboldouieff : Gricha, membre du Trio Léningrad
- Peggy Besson : une fille d'Édouard
- Julie Besson : une fille d'Édouard
- Sophie Holtham : une fille d'Édouard
- Anne-Emilie Roy : une petite fille
- François Viaur : le concierge du Conservatoire
- Benjamen : le client de la librairie
- Marie Guilbert : Madame Pons
- Catherine Leprince : Valentine
- Gaëtan Noël : le maître d'hôtel
- Serge Coursan : l'oncle de Valentine
- José Noguéro : le Marquis d'Albufera
- Yvon de Broca : le Comte de la Guérinière
- Michel Degand : Jean-Luc Tillard-Duval
- Madeleine Colin : la secrétaire d'Olga
- Xavier Saint-Macary : Georges Jussieu
- Georges Anderson : M. Baltimore
- Anna Gaylor : la concierge
- Jacques Jouanneau : le quincaillier
- Florent Boffard : André Le Goff
- Serge Coursan : Raoul de Figeac
- Jean-Marie Bon : l'ami de Le Goff
- Eurydice : Madame Baltimore
- Alain Gomis : le fils Baltimore
- Mame Awa Indoye : la fille Baltimore
- Catherine Floch : Brigitte
- Raymond Leplont : Le client de la quincaillerie
- Gilbert Préneron : l'ingénieur du son
- Philippe Cachet : le mari de Pompom
- Arnaud Bompis : le fiancé de Valentine
- Frédérique Lafond : une amie de Valentine
- Michel Oudart : un élève

## Autour du film
Le domicile d'Edouard Choiseul est situé au 5 place des Victoires, à côté de la boutique Jungle Jap du couturier Kenzo. Les plans extérieurs des bureaux de son agent ont été filmés au 6 rue de Seine. 
Les scènes du golfe du Morbihan ont été tournées sur l'île Boëdic. Celle du cimetière a été tournée à Pluneret là où se trouve la sépulture de la comtesse de Ségur. Le corbillard à cheval aperçu brièvement avait été prêté par la commune voisine de Sainte-Anne-d'Auray qui l'utilisait pour chaque enterrement à cette époque.

## Quelques mots sur le film
Ce Cher Edouard, le titre prévu à l’origine du Cavaleur, est interprété par Jean Rochefort, marié à Nicole Garcia, sous la houlette de son agent, Lila Kedrova, entre son ancienne femme, Annie Girardot, et celle qu’il a aimée jadis, Danielle Darrieux. Autour d’eux, Jean Desailly en mari corseté, Jacques Jouanneau, son camarade de conservatoire, et Catherine Alric en amante naïve.
Le rôle d’Édouard était écrit pour Yves Montand qui le refusa[réf. souhaitée]. Le film ne voit le jour que grâce à la participation d'Annie Girardot dont c'est le quatrième film avec Philippe de Broca. Les seuls noms de De Broca, Jean Rochefort ou la courte participation de Danielle Darrieux n’étaient pas jugés assez commerciaux par les producteurs et les distributeurs : Il est apparu, confiera plus tard Annie, que si je n’acceptais pas de le faire, il n’aurait pas vu le jour. Je suis contente de l’avoir fait car c’est un plaisir immense que d’assister à son succès en se disant que quelque chose a enfin pu naître et que cela marche[réf. souhaitée].
Marié depuis 1960, Jean Rochefort avait déjà croisé Nicole Garcia dans Calmos et Que la fête commence... Ils entament sur le tournage du Cavaleur une liaison qu'ils tentent de garder la plus discrète possible. "Quelle déveine, l'acteur principal me drague !" constate Nicole Garcia qui commence à se défendre alors qu'il se montre insistant. Puis "Jean a été tellement adorable, comme s'il n'y avait pas eu ce moment où je lui ai dit non. J'ai été émue, désarmée par son attitude. Alors je l'ai mieux regardé et il m'a conquise. C'était parti !" La sortie du Cavaleur en janvier 1979 les contraint à se côtoyer publiquement et à faire face aux sous-entendus des journalistes : sur FR3, Jean-Marie Belin demande à Garcia en présence de son nouveau compagnon à la vie et à l'écran Est-il facile d'être la femme de Jean Rochefort ? 